# Arthur D. Little
Arthur D. Little è una società multinazionale di consulenza direzionale specializzata in strategia e operations management che offre servizi professionali alle imprese dal 1886. Arthur D. Little è stata la prima realtà ad offrire servizi di ricerca tecnologica su commessa. Ha svolto un ruolo fondamentale nello sviluppo della ricerca operativa e, più in generale, nel mettere a disposizione delle imprese e della business community gli strumenti e il metodo di lavoro che contraddistinguono il mondo della ricerca.
Arthur D. Little opera nell'industria della consulenza manageriale e in passato si è posta in diretta concorrenza di centri di ricerca universitaria focalizzati sui temi della ricerca tecnologica e della formazione manageriale.
La società ha inoltre svolto un ruolo chiave nello sviluppo della strategia aziendale, della ricerca operativa, del word processor, della prima penicillina sintetica, LexisNexis, SABRE e NASDAQ.
Nel 2019, Arthur D. Little si classifica al 10º e 8º posto nella classifica Vault Consulting come miglior azienda per cui lavorare rispettivamente per Europa ed Asia. Recentemente ADL si è ristabilita nel mercato statunitense ed è stata riconosciuta da Forbes nel 2016, 2017 e 2018 come una delle "migliori società di consulenza manageriale d'America". Sulle classifiche globali di Vault dei principali fattori occupazionali, ADL è stata classificata 7ª per cultura d'impresa e 9° per opportunità internazionali.

## Storia
Originariamente fondata come Griffin&Little, è stata fondata nel 1886 da Arthur Dehon Little, Chimico formatosi presso il MIT di Boston, con Roger B. Griffin Laureato presso la Vermont University.
Little e Griffin aprirono un ufficio e un laboratorio al 103 di Milk Street, Boston, con Griffin a seguire il laboratorio e Little incaricato delle vendite. Le prime attività si focalizzarono nell'offerta di analisi e test chimici e di consulenza nella produzione di carta. Nel 1893, in seguito alla morte di Griffin, Little si trovò alla guida della società e, dal 1900, la società fu ufficialmente chiamata "Arthur D. Little Inc".

## Oggi
Arthur D. Little è presente sul panorama internazionale con 40 sedi in più 23 paesi nel mondo e uno staff professionale di circa 1300 consulenti; in Italia, nelle sedi di Milano e Roma, operano circa 150 consulenti.